# 김영준 (1979년)
김영준(1979년 2월 11일 ~ )은 대한민국의 배우이다.

## 학력
- 서울예술대학교 영화과

## 출연작

### 드라마
- 《전우》 (2010년, KBS1)
- 《청춘예찬》 (2009년, KBS1) - 양문규 역
- 《왕과 나》 (2007년, SBS) - 홍귀남 역
- 《마왕》 (2007년, KBS2) - 신재민 역
- 《로맨스 헌터》 (2007년, tvN) - 유병수 역
- 《드라마시티 - 쓰리의 전설》 (2006년, KBS2) - 박경범 역
- 《불멸의 이순신》 (2004년, KBS1) - 이면 역

### 뮤지컬
- 《사랑은 비를 타고》 (2008년) - 동현 역